# Merowingerzeitliches Reihengräberfeld mit Körper- und Brandgräbern (Kleinlangheim)
Unter dem Namen Merowingerzeitliches Reihengräberfeld mit Körper- und Brandgräbern wurden die untertägigen Überreste einer Friedhofsanlage in der Marktgemeinde Kleinlangheim im unterfränkischen Landkreis Kitzingen als Bodendenkmäler geschützt. Die Anlage gehört zu den bestuntersuchten ihrer Art im Norden Bayerns.

## Geografische Lage
Das Gräberfeld liegt im Nordnordwesten des Kleinlangheimer Altortes und wurde heute weitgehend überbaut. Es beginnt etwa 230 Meter von der lutherischen Pfarrkirche St. Georg und Maria entfernt und erstreckt sich in einem breiten Streifen circa 170 Meter nach Norden. Damit nimmt es Teile des Baugebietes um die Frankenstraße und die Schulstraße ein, wobei sich der Straßenname Frankenstraße an das Gräberfeld und seine historische Bedeutung für die Besiedlung des Gebietes durch die Völkergruppen der Franken anlehnt. Das merowingerzeitliche Reihengräberfeld besitzt einen ebenfalls unter Denkmalschutz stehenden Vorgängerfriedhof, der Brandgräber der mittleren Latènezeit, sowie Brand- und Körpergräber der römischen Kaiserzeit umfasst und sich östlich des Bodendenkmals nahe der Kastnersmühle erstreckt.

## Geschichte der Anlage
Der Prähistoriker Christian Pescheck geht davon aus, dass der Friedhof während der gesamten Zeit der Merowingerherrschaft belegt wurde. Diese setzte für das Main-Tauber-Gebiet um 450 ein und endete zu Beginn des 8. Jahrhunderts. Während die Frühzeit nur durch wenige Keramikfunde in den Gräbern fassbar gemacht werden konnte, scheint die Belegung des Friedhofs vor allem in der zweiten Hälfte des 6. Jahrhunderts eingesetzt zu haben. Sie erreichte ihren Höhepunkt wohl um 630/640. Damals muss eine Erweiterung des Gräberfeldes in Richtung Westen vorgenommen worden sein. Diese Zeit korrespondiert mit den fränkisch-merowingischen Vorstößen in das heutige Gebiet entlang des Maindreiecks, das als Siedlungsgebiet von Alamannen und Thüringern identifiziert werden muss. Für das 7. Jahrhundert nimmt die Anzahl der Funde stark ab, was auch mit der abnehmenden Beigabenfreudigkeit in dieser Zeit zu tun haben könnte.
Der Friedhof wurde zunächst mit Körpergräbern belegt, hiervon konnten 243 nachgewiesen werden. Erst in der zweiten Hälfte des 6. Jahrhunderts wurden diese um Brandbestattungen ergänzt. Sie wurden nicht von Menschen vorgenommen, welche die Sitte der Brandbestattungen aus der Römischen Kaiserzeit übernommen hatten. Stattdessen ist es wahrscheinlich, dass der Friedhof in dieser Zeit auch von nach Westen vordringenden slawischen Stammesverbänden belegt wurde. Daneben sind mehrere Tierbestattungen nachweisbar. Für die vier bestatteten Pferde kann anhand der Grabbeigaben von einer Belegung in der zweiten Hälfte des 7. Jahrhunderts ausgegangen werden. Rund ein Drittel der Körpergräber weist darüber hinaus Beraubungen auf, wobei die meisten Gräber kurz nach der Belegung beraubt wurden. Unklar ist, ob diese Beraubungen gezielt erfolgte, um die Gefahr eines Wiedergängers zu bannen.
Das Gräberfeld wurde im Jahr 1962 von den ehrenamtlichen Mitarbeitern des Bayerischen Landesamtes für Denkmalpflege, Werner Wolf und Fritz Grosch, entdeckt. Damals begann die Gemeinde Kleinlangheim die Errichtung eines Neubaugebietes voranzutreiben. Zwischen 1962 und 1969 wurden Grabungen des Landesamtes vorangetrieben, als leitender Präparator fungierte Karl Schneider. Die meisten Fundstücke wurden nach der Erschließung und Restaurierung durch das Landesamt für Denkmalpflege in Würzburg und München, dem Römisch-Germanischen Zentralmuseum in Mainz und der Prähistorischen Staatssammlung in München in das damalige Mainfränkische Museum auf der Würzburger Festung Marienberg verbracht. Einzelne Grabbeigaben gelangten außerdem nach München.

## Funde

### Schmuck
Schmuckfunde konnten vor allem in Frauengräbern gemacht werden. Dabei liegt der Schwerpunkt auf verschiedene Fibelarten, die als Gewandnadeln zugleich auch wichtige Gebrauchsgeräte waren. In sieben Gräbern konnten Bügelfibeln ausgegraben werden. Viele der Bügelfibeln konnten dem Typ Junkersdorf zugeordnet werden. Insgesamt neun Scheibenfibeln konnten in dem Kleinlangheimer Gräberfeld identifiziert worden. Unter den ältesten Exemplaren, die auf die erste Hälfte des 6. Jahrhunderts datieren, befinden sich einzelne Stücke mit Almandineinlagen. Zwei S-Fibeln sind ebenfalls aufgefunden worden, eine einzelne Fibel wurde außerdem in Vogelform geschaffen. Sie besteht aus Silber, war ursprünglich sogar vergoldet. Der Körper dieser Fibel wird nur von drei Zellen gebildet.
Daneben machte man an vielen Stellen Nadeln aus. Sie hatten verschiedene Funktionen und wurden unter anderem zur Befestigung eines Schleiers genutzt. Außerdem wurden sie simultan wie die Gewandfibeln als Befestigungsinstrumente eingesetzt. Ähnliches gilt für die vielfach identifizierten Ohrringe, die neben der Befestigung am Ohr auch im Haar, an einer Haube oder einer Binde angebracht worden waren. Sie bestehen meist aus vergoldetem Silber, selten können auch Steineinlagen ausgemacht werden. In vier Gräbern wurden Zierscheiben gefunden, die wohl Teil eines Taschendeckels waren. Sie wurden aus Bronze geschaffen, häufig sind sie einseitig verzinnt und wurden punziert. Eine einzelne Zierscheibe ist von einem Elfenbeinring umgeben, dessen Teile von langovalen Bronzeblechen mit je zwei Nieten zusammengehalten wurden.
Ähnlich vielfältig wie die Nadeln, präsentieren sich auch die im Kleinlangheimer Gräberfeld gefundenen Ringe. Selten sind Armringe zu finden. Diese Sitte wurde vor allem von fränkischen Frauen genutzt, während sie in der alamannischen und bajuwarischen Sepulkralkultur keine Rolle spielte. Entsprechend der Trageweise wurden die Armringe überwiegend auf der linken Seite der Skelette ausgemacht. Daneben wurden auch Fingerringe, zumeist aus Bronzedraht oder -blech, ausgemacht. Sie sind bandförmig gearbeitet und entsprechen in ihrer Schlichtheit damit eher der slawischen Mode. Gleiches gilt für die seltenen Silberringe. Darüber hinaus fand man auch Halsringe, die aus Silberdraht gearbeitet wurden.
In den Frauengräbern wurden darüber hinaus Schmuck- und Amulettanhänger identifiziert. Sie wurden als Einzelstücke individuell an die jeweilige begrabene Person angepasst. So hat sich in einem Grab einer 45–60-Jährigen ein aus Goldblech gearbeitetes Stück erhalten, in das drei wirbelartig ineinander verschlungene Tierfiguren eingepasst sind. Sie werden von einem doppelt aus einem Band aus zwei tordierten dünnen Golddrähten gefasst und wurden mit einer Aufhängeöse versehen. Daneben finden sich immer wieder Kaurimuscheln. Die Frauengräber weisen außerdem Kettengehänge aus Eisen oder Bronze, Bronzebeschläge für Schuhe und Wadenbinden, aber auch Perlenketten und solche aus opakem Glas auf.
Gürtelbeschläge sind sowohl bei Frauen- als auch bei Männerbestattungen gefunden worden. Die einfachsten Varianten waren Eisenschnallen mit ovalem Bügel, die bereits seit Beginn der ältesten Merowingerzeit getragen wurden. Wesentlich seltener sind dagegen die Schnallen, die mit Laschen und Beschlägen ausgestattet wurden. Die Männergürtel weisen weit mehr Zierelemente auf. So fand man in einem Grab eine vielteilige Gürtelgarnitur, die unter dem Einfluss der mediterranen Mode entstand. Außerdem konnten Riemenzungen, Ösenbeschläge und Spathagurtbeschläge ausgemacht werden. Die Gürtel der Männer stehen dabei in enger Verbindung mit den Waffen, die den Männern in den Gräbern beigegeben wurden.

### Waffen
Waffen wurden den Männern als Grabbeigaben auf ihrem Weg ins Jenseits mitgegeben. Hintergrund ist, dass dem Eisen eine apotropäische Wirkung zugeschrieben wurde. Bei den meisten Gräbern entschied man sich für die Beigabe von zweischneidigen Spathas, die aufgrund ihres Wertes allerdings bereits kurz nach der Schließung des Grabes geraubt wurden. Auf ihr Vorhandensein verweist lediglich eine im Boden hinterlassene Rostspur. Sie ähneln dabei den Schwertern, die während der Völkerwanderungszeit verwendet wurden: Ein kurzer Griff befindet sich über einer breiten Klinge, parallelen Schneiden und einer kurzen stumpfen Spitze. Lediglich auf einem der Schwerter befindet sich eine schlüsselartige Auflage aus Messing, die als Markierung in der Scheide diente.
Häufiger als Spatha wurden Saxe in den Gräbern angetroffen. Sie sind stark korrodiert, weshalb die ursprüngliche Form des Griffes nicht rekonstruierbar ist. In den Gräbern von Knaben und jungen Männern ersetzte man das Sax durch ein schräg über dem Becken gelegten Messer. In den Gräbern wurden außerdem in vielen Fällen Lanzen untergebracht. Da sich von diesen Waffen lediglich die metallene Spitze erhalten hat, kann von deren Auffindesituation rechts neben dem Kopf darauf geschlossen werden, dass die Waffen immer wieder zerbrochen wurden, ehe man sie als Grabbeigabe verwendet. Die Formen der Lanzen geben Auskunft über verschiedene Waffenmoden. So wird die Spätzeit im frühen 7. Jahrhundert von Lanzen mit einer S-Stempelzier geprägt.
Neben den Hieb- und Stichwaffen fanden sich in vielen Gräbern Pfeilspitzen. Zumeist wurden zwischen zwei und vier Pfeile in das Grab gegeben. Anders als die mit Prestige geführten Schwerter und Lanzen wurde den Pfeilen dabei kein fester Platz innerhalb der Bestattungsgrube zugewiesen. Sie wurden entweder in Köcher oberhalb des Bestatteten gelegt oder finden sich lose neben den Skeletten. Seltener sind Äxte anzutreffen. Es handelt sich um sogenannte Franzisken, wobei vorwiegend Bartäxte ausgegraben wurden. Lediglich elf von 76 Männergräbern wurden daneben mit Schilden ausgestattet. Von diesen haben sich nur die metallenen Beschlagteile erhalten, der sogenannte Mittelbuckel und die Griffangel.

### Gebrauchsgeräte
Die Gebrauchsgeräte, die den Männer- und Frauengräbern beigegeben wurden unterscheiden sich stark voneinander. In Frauengräbern sind immer wieder Umhängetaschen zu entdecken, die in der Regel links getragen wurde. Oberhalb der Tasche war ein achterförmig gebogener Eisendraht angebracht, der als Verschluss diente. An diesem wurde ein Lederriemen befestigt und um den Beutel geschlungen. Noch häufiger wurden Spindeln in den Gräbern entdeckt. Sie gilt als kennzeichnendes Gebrauchsgerät für Frauengräber. Der Wirtel war dabei häufig aus Ton, Knochen, Glas oder Gestein hergestellt und hat sich erhalten. Die Spindeln weisen dabei zumeist kantig doppelkonische Formen auf. Verzierungen sind selten. Immer wieder finden sich auch Nähnadeln aus Eisen.
In zwei Gräbern von Frauen konnten Küchenmesser ausgegraben werden. Sie weisen die charakteristische Form auf, die sie für die Nutzung im häuslichen Kontext nutzbar machen: Es handelt sich um breite Eisenmesser mit End-, seltener zusätzlich mit einem mittelständigen Zapfen. Immer wieder wurde Frauen auch kleine Holzkästchen und Schlüssel ins Grab beigegeben, die ihre Rolle als Herrin des Hauses symbolisieren sollen. Im Kleinlangheimer Gräberfeld fanden sich aber auch vereinzelt weitere Objekte, die als Gebrauchsgeräte zu identifizieren sind. Eine Bronzefibel wurde ausgegraben, genauso wie Schüsseln aus Bronze und Schnallen aus Eisen. Sowohl in Männer- als auch Frauengräbern fanden sich Kämme, verschiedene Keramikreste und Münzen.
Die Gebrauchsgeräte in den Männergräbern sind ähnlich spezifisch, wie die der Frauengräber. In drei Gräbern wurde Reitzubehör ausgemacht, bei dem es sich um Sporen, eiserne Trensen und Schlaufenbügel handelt. Steigbügel wurden keine ausgemacht. Anhand der Funde konnte auf den Sattel des Pferdes geschlossen werden. Ein einzelnes Grab wurde außerdem mit einer Bauchtasche ausgestattet. Daneben finden sich Feuerzeuge aus Feuerstahl und Flint und Pfrieme, von denen nur noch ein korrodierter Eisenstab existiert. Als Teile der Schuhgarnitur wurde einem einzelnen Grab außerdem eine Riemenzunge beigegeben. Es finden sich immer wieder Pinzetten, die wohl bei der Bartpflege Verwendung fanden, Nutznadeln zum Flicken von Netzen, Klappmesser und Ringe.

### Tierknochen
In den Gräbern wurden mehrere Tiere als Grabbeigaben beigesetzt. Daneben haben sich auch Tierbestattungen im räumlichen Umfeld des Feldes erhalten. Darunter sind insgesamt vier Pferdeskelette, die alle ohne Kopf bestattet wurden, ein Wolfsskelett, Überreste eines Widders, eines Rindes und eines Rothirschs. Der Fokus der Forschung wurde vor allem auf die Pferdeskelette gelegt. Alle vier Skelette stammen von männlichen Tieren unterschiedlichen Alters, das jüngste war mit etwa drei Jahren noch nicht ausgewachsen. Die Pferde von Kleinlangheim waren mit einer Widerristhöhe von ca. 150 Zentimetern im Vergleich zu anderen bekannten Pferden der Völkerwanderungszeit mittelgroß. Es handelte sich um Tiere in einer Stellung zwischen Warm- und Kaltblut. Fast alle Tiere weisen pathologisch-anatomische Veränderungen auf, die auf Überbelastung zurückzuführen sind.
Der in Kleinlangheim ausgegrabene Schädel eines Wolfes stammt von einem ausgewachsenen, männlichen Tier. Es handelte sich, nach Vergleichen mit anderen Wolfsskeletten, um ein stattliches Tier mit einer Widerristhöhe von etwa 75 Zentimetern. Die Fundsituation in einer anderen Höhe als das darunter befindliche Grab, verweist darauf, dass der Wolf in historischer Zeit begraben wurde. Hinter den ausgegrabenen Widderknochen konnte ein noch nicht zwei Jahre altes Tier ausgemacht werden. Der Schädel des Tieres war auf dem Sargdeckel angebracht worden. Durch das mitbestattete Geweih des Rothirschs konnte dessen Alter auf etwa zehn Jahre festgelegt werden. Da sich vom Rind lediglich Zähne erhalten haben, ist eine Altersbestimmung schwierig.